# District de Boseong
Le district de Boseong est un district de la province du Jeolla du Sud, en Corée du Sud.

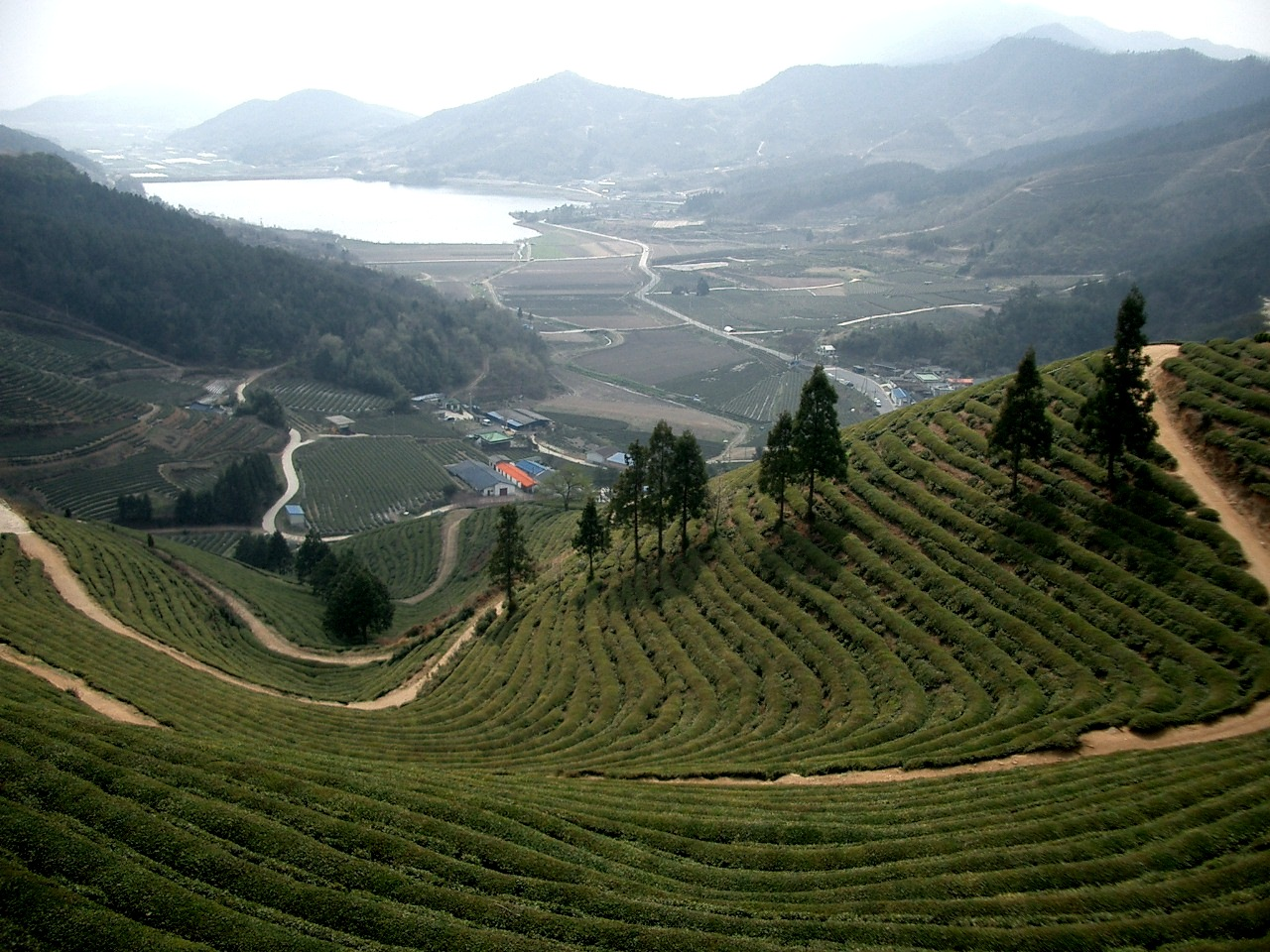
Champ de thé vert à Boseong

## Personnalités liées
- Ahn Bang-jun (1573-1654), homme politique et écrivain
- Moon Chung-hee (1947-), poète
- Song Giwon (1947-2024), écrivain